# Melia
Pour les articles homonymes, voir Melia (homonymie).
Genre
Classification phylogénétique
Melia est un genre d'arbres de la famille des Meliaceae.
Le genre fut nommé μελία / melia, c'est-à-dire « frêne » en grec, par Carl von Linné. Le feuillage de certaines espèces de Melia ressemble à celui du frêne commun.

## Liste d'espèces
- Melia azedarach L.
- Melia candollei A.Juss.
- Melia dubia (Synonyme : Melia composita)
- Melia floribunda Carrière
- Melia parasitica Osbeck